# Marguerite Nicolas
Marguerite Jeanne Nicolas, po mężu Crépin (ur. 19 kwietnia 1916 w Perros-Guirec, zm. 27 listopada 2001 w Clichy) – francuska lekkoatletka specjalizująca się w skoku wzwyż, olimpijka.

## Kariera sportowa
Zajęła 4.–5. miejsce w skoku wzwyż na igrzyskach olimpijskich w 1936 w Berlinie. Powinna była zostać samodzielnie sklasyfikowana na 4. miejscu, ponieważ Dora Ratjen z Niemiec, która zajęła miejsce na równi z Nicolas, została zdemaskowana w 1938 jako mężczyzna. Nicolas wystąpiła jeszcze trzykrotnie w reprezentacji Francji w 1936 i 1937.
Była mistrzynią Francji w skoku wzwyż w latach 1935–1938 oraz brązową medalistką w tej konkurencji w 1933, a także wicemistrzynią w skoku w dal w 1935.
W 1936 czterokrotnie poprawiała rekord Francji w skoku wzwyż doprowadzając go do wyniku 1,58 m, uzyskanego podczas igrzysk olimpijskich w Berlinie 9 sierpnia. Został on poprawiony dopiero w 1946 przez Anne-Marie Colchen.